# Ушаковское сельское поселение (Смоленская область)
Ушаковское сельское поселение — упразднённое муниципальное образование в составе Дорогобужского района Смоленской области России.
Административный центр — деревня Ушаково.
Образовано Законом Смоленской области от 20 декабря 2004 года. Упразднено Законом Смоленской области от 25 мая 2017 года с включением всех входивших в его состав населённых пунктов в Алексинское сельское поселение.

## Географические данные
- Расположение: юго-восточная часть Дорогобужского района
- Общая площадь: 250,18 км²
- Граничило:
  - на севере — с Васинским сельским поселением
  - на востоке — с Угранским районом
  - на юге — с Ельнинским районом
  - на западе — с Алексинским сельским поселением
- По территории поселения проходит автомобильная дорога Дорогобуж — Мархоткино.
- Крупная река: Угра.

## Население
| 2011 | 2012 | 2013 | 2014 | 2015 | 2016 | 2017 |
| ---- | ---- | ---- | ---- | ---- | ---- | ---- |
| 366  | ↘357 | ↘351 | ↘343 | ↘334 | ↘331 | →331 |

## Населённые пункты
На территории поселения находилось 13 населённых пунктов:
- Ушаково, деревня
- Афонино, деревня
- Барсуки, деревня
- Городок, деревня
- Гриднево, деревня
- Кряково, деревня
- Лепешки, деревня
- Мархоткино, деревня
- Митишково, деревня
- Немерзь, деревня
- Петрыкино, деревня
- Подмощье, деревня
- Следнево, деревня